# Robert Margalis
Peter Jeffrey Marshall né le 9 mars 1982est un nageur américain. Spécialiste des épreuves de quatre nages, il a gagné la médaille d'or 400 m quatre nages aux Jeux panaméricains en 2003 et la médaille d'argent aux Championnats du monde en petit bassin 2008 dans cette même épreuve.

## Palmarès

### Championnats du monde

#### Petit bassin
- Championnats du monde 2008 à Manchester ( Royaume-Uni) :
  -  Médaille d'argent du 400 m quatre nages

### Jeux panaméricains
- Jeux panaméricains 2003 à Saint-Domingue (République dominicaine) :
  -  Médaille d'or du 400 m quatre nages
- Jeux panaméricains 2007 à Rio de Janeiro (Brésil) :
  -  Médaille d'argent du 200 m quatre nages
  -  Médaille d'argent au 400 m quatre nages
  -  Médaille d'argent du relais 4 × 200 m nage libre
- Jeux panaméricains 2011 à Guadalajara (Mexique) :
  -  Médaille d'or du relais 4 × 200 m nage libre
  -  Médaille de bronze du 400 m quatre nages

### Championnats pan-pacifiques
- Championnats pan-pacifiques 2006 à Victoria ( Canada) :
  -  Médaille d'argent du 400 m quatre nages